# Glossaulax epheba
Glossaulax epheba is een slakkensoort uit de familie van de Naticidae. De wetenschappelijke naam van de soort is voor het eerst geldig gepubliceerd in 1915 door Hedley.